# Paul Alan Yule
Pour les articles homonymes, voir Yule (homonymie).
Paul Alan Yule est un archéologue américain né à Minneapolis (États-Unis) le 18 août 1947. Ayant a étudié à l’université du Minnesota, à l’université de New York et à l’université de Marburg, il est aujourd'hui attaché à l'université de Heidelberg. Il s’intéresse à l’archéologie de l’Inde, d’Oman, et du Yémen. Sa thèse doctorale, Early Cretan Seals: A Study of Chronology a pour sujet la classification et la datation les sceaux de l’époque pré- et protopalatiale de la Crète minoenne.

## Travaux
Pendant les années 1990 il a catalogué pour la première fois les artefacts en métal de la Copper Hoard Culture (en) en Inde avec les moyens méthodiques européens. De nombreux artéfacts sont apparus dans un cloître de la Kanya Gurukul à Narela/Haryana. Beaucoup de ces outils et de ces armes de chasse ne semblent pas avoir été fonctionnels, probablement ils servaient de sacrifice dans la religion ancienne. Un objet fouillé en 1972 du cimetière à Sankarjang/Orissa est peut-être l’instrument de musique le plus ancien en Inde. Yule a documenté la forteresse du premier âge historique à Sisupalgarh grâce à un scanner laser, au radar à pénétration de sol et au GPS. De 2001–2004, il a investigué en Inde les vieilles forteresses ainsi que d’autres sites archéologiques, spécialement en Orissa et au Chhattisgarh.
Pendant les années 1990 Yule s’est concentré sur la préhistoire d’Oman, particulièrement sur des tours funéraires du 3e millénaire av. J.-C. de Jaylah sur le Djebel Akhdar. Le site de Samad al-Shan illumine le passage à l’Islam en Oman. Les tombeaux contenaient des artéfacts arabes de différentes périodes. De plus, Yule a catalogué un dépôt de vases et d’armes en cuivre d’un tombeau à Ibri-Selme, ce qu’il a publié avec Gerd Weisgerber. Il s’agit du plus grand dépôt de métaux au Proche-Orient. La plupart datent de l’âge du fer.
En 1998 Yule a commencé son travail sur le site de Zafar, la métropole de la fédération tribale des Himyarites au Yémen. Il a fait la lumière la culture de la période himyarite (110 av. J.-C. – env. 525 apr. J.- C.). Il affirme que la culture himyarite n’est pas vraiment étrangère à l’Islam, mais comme un aïeul qui a transmis ses gènes. On se pose la question comment serait l’Islam sans cette influence. Les artéfacts fouillés réfutent l’idée commune selon laquelle la culture himyarite était décadente.